# Poljane nad Škofjo Loko
Poljane nad Škofjo Loko so naselje v Poljanski dolini v Občini Gorenja vas - Poljane.

## Lega in značilnosti naselja
Poljane ležijo ob izviru Poljanske Sore, na prehodu alpskega sredogorja v dinarski svet. Poljanska naselja ležijo v dolini, nekaj zaselkov in samostojnih domačij pa se nahaja v hribovitem svetu, kjer strmine niso prevelike. Poljanci so se v preteklosti ukvarjali s kmetijstvom, kasneje tudi z obrtmi: čipkarstvom, čevljarstvom, podobarstvom,slikarstvom, pisateljstvom 
Poljanska dolina je iz gozdov (polovica površine) in obdelovalne površine, le struga Sore in nekatere strmine v hribovju so skalnate. Brez gozda sta le dolinsko dno in vrh Blegaša, kakor se reče po domače poteka zgornja gozdna meja na višini 1500 m. 

## Zgodovina poljanske cerkve
Poljane se v listinah pojavijo že v 12. stoletju. Omenja se »tabor«, utrdba v boju proti Turkom. 
V 17. in 18. stoletju so bile staro cerkveno središče, s kamnito cerkvijo. V letih 1705–1710 so na glavnem trgu postavili novo cerkev, ki je veljala za eno najlepših baročnih umetnin v Sloveniji. Arheolog Štukl trdi, da naj bi jo gradil Matija Maček. 
Poljanska cerkev je imela obliko dvanajsterokotnika s stranskimi vdolbinami, z zidovi, debelimi tudi do 3 m, ob straneh so bile galerije, spredaj visok slavolok in nad ladjo kupola. V vdolbinah na pročelju so bili nameščeni kipi, nad cerkvijo se je dvigal mogočen zvonik. Oltar in klopi so bile delo Štefana Šubica, slike pa Leopolda Layerja, Janeza in Jurija Šubica. Med 2. svetovno vojno so jo Nemci uporabili za orožarno. Leta 1944 so partizani požgali župnišče ob cerkvi, pozneje so cerkev minirali ter tako porušili zvonik, večino prezbiterija z glavnim oltarjem ter del svoda nad cerkveno ladjo. Po vojni so pod vodstvom župnika Mateja Tavčarja več let potekala prizadevanja za obnovo, dokler je niso leta 1954 po nalogu oblasti dokončno porušili. S tem so Poljanci izgubili izjemen arhitekturni, sakralni objekt ter tudi obsežen opus podobarske družine Šubic. Novo cerkev sv. Martina so leta 1967 zgradili v bližnjem Predmostu. V njej je ohranjenih nekaj kipov in slik iz stare cerkve. 
Danes na mestu cerkve stoji velik kamniti spomenik žrtvam vojne, poslikava Iveta Šubica ter lokalna cesta. Ob obnovi le-te so leta 2008 v nekdanjem prezbiteriju našli temeljni kamen z letnico 1710, ki je v niši imel shranjena dva kositrna medaljona, srebrnik, stekleno posodico ter relikvarij s tremi prstnimi členki sv. Martina.  Ob izkopavanjih preostalega dela cerkve leta 2021 so bili odkriti temelji baročne cerkve, starejše gotske cerkve ter še starejše romanske cerkve iz 11. ali 12. stoletja. Odkrita je bila tudi ohranjena baročna kripta ter 252 grobov z različnimi najdbami.

## Kultura
Poljane so rojstni kraj slikarjev Janeza in Jurija Šubica ter pisatelja Ivana Tavčarja. Na njihovih hišah so vzidane spominske plošče. 
Iz rodbine Šubicev je izšlo več podobarjev in slikarjev. Prvi umetnik tega rodu je bil Pavel, rojen v sosednji Hotovlji. Pri njem so se izučili trije sinovi: Blaž, Štefan in Janez, ki so znanje predali tudi svojim sinovom. Največjo slavo sta dosegla Štefanova sinova Janez in Jurij Šubic. Zadnji likovni umetnik z rodu Šubicev je bil Ive Šubic, slikar motivov iz partizanskega in kmečkega življenja.  
Hišo Ivana Tavčarja je ovekovečil Ive Šubic, ki jo je naslikal takšno, kot je bila ob pisateljevem rojstvu. To je bila preprosta kajža s slamnato streho, malimi okenci in dvostranskimi stopnicami, ki so vodila do hišnih vrat in veže s črno kuhinjo.

Danes nas na slavo Ivana Tavčarja spominja njegov kip ter Visoška dvorca na Visokem pri Poljanah. Ob dvorcu stoji manjši kozolec, ki razkriva zgodovino družine Kalan, o katerih je Tavčar pisal v svojem romanu Visoška kronika. 
Vsak letni čas je tukaj po svoje lep. Prav gotovo pa je bilo tukaj najlepše takrat, ko je pomlad s svojim krilom plavala nad dolino. In če je v Poljanski dolini lepa pomlad, tedaj je malokje lepše. – Ivan Tavčar

## Znamenitosti
V drugi polovici 19. stoletja je rojstna hiša Janeza in Jurija Šubica delovala kot najpomembnejša podobarska delavnica na Slovenskem.
Danes v njej deluje Šubičeva hiša z muzejsko zbirko, likovnim ateljejem slikarjev ter omogoča vpogled v življenje in delo prebivalcev Poljanske doline. 

## Znameniti Poljanci
- 1750–1850

- Jurij Alič (1779–1845), duhovnik in zbiralec narodopisnega gradiva
- Matija Debeljak (1807–1867), filolog in mecen
- Luka Dolenc (1813–1876), duhovnik in pridigar
- Janez Jesenko (1838–1908), geograf, zgodovinar, prevajalec in časnikar
- Janez Šubic mlajši (1850–1884), slikar (družina Šubic)

- 1851–1950

- Ivan Tavčar (1851–1923), pisatelj
- Jurij Šubic (1855–1890), slikar (družina Šubic)
- Ivan Šubic (1856–1924), matematik, naravoslovec, umetnostni zgodovinar in slikar (družina Šubic)
- Valentin Šubic (1859–1927), podobar
- Pavle Šubic (1861–1929), podobar in slikar
- Jožef Šubic (1862–1925), podobar
- Alojz Šubic (1865–1905), slikar in restavrator
- Lovro Perko (1865–1948), učitelj in pisec časopisnih člankov
- Aleš Ušeničnik (1869–1952), katoliški filozofski pisatelj
- Pavel Perko (1877–1970), duhovnik in pisatelj
- Vlasto Kopač (1913–2006), arhitekt, grafični oblikovalec, ilustrator in planinec

- 1951–2000

- Maja Šubic (1965–) slikarka